# Сионепое, Суситино
Суситино Сионепое (род. 4 января 1965, Ваитупу) — нынешний римско-католический епископ в Римско-католической епархии Уоллис и Футуна. Он был освящен 24 марта 2019 года Архиепископом Мишелем-Мари-Бернаром Кальве в Мата-Уту, столице Уоллис и Футуна. Его назначение епископом явилось результатом отставки предыдущего епископа 24 декабря 2018 года.

## Личная жизнь
Суситино родился на Ваитупу, районе Иифо на Уоллис (также известный как Увеа). В период с 1982 по 1984 год он работал в «Voyer Vocationnel» Общества Марии в Финетомае, Увеа. Он получил среднее образование в Пайте, Новая Каледония, и два года служил во французском флоте в Нумеа, прежде чем вернуться, чтобы продолжить своё образование в семинарии. Он завершил свой второй новициат в 1992 году после непродолжительного года пастырской работы в Новой Каледонии. Он закончил послушание в Римо-католической архиепархии Сиднея. Затем он был рукоположен в священство в 1993 году епископом Лораном Фуахеа, затем епископом Уоллис и Футуна.

## Жизнь после священства
С момента своего рукоположения Суситино работал в четырёх разных епархиях. Он был приходским викариатом Нукуалофа и Хума в Римо-католической епархии Тонги при новосвященном епископе Соане Лило Фолиаки. Проведя два года в Тонге, он вернулся в Новую Каледонию, где работал в архиепархии Нумеа до 2012 года. В 2012 году он был избран викарием маристов провинции Океания, проживал в Суве. Одновременно он был назначен религиозным настоятелем маристов Уоллис и Футуна. Он занимал обе должности до своего назначения епископом в 2018 году. Когда он был назначен епископом, то работал в пастырском служении вместе с отцами-маристами в Йеле, Новая Каледония.

## Назначение епископом
После отставки епископа Гислена Мари Рауля Сюзанна де Расилли 24 декабря 2018 года Папа Франциск в тот же день назначил Сионепое. Его хиротония в качестве епископа, на которой присутствовали люди с обоих островов, состоялась 24 марта 2019 года под председательством архиепископа Мишеля-Мари Бернара Кальве, архиепископа Нумеи. Среди помощников епископов были его предшественник Гислен Мари Рауль Сюзанна де Расилли и епископ Порт-Вила Жан-Боско Баремес. Письмо о его назначении зачитал монсеньор Эдвард Караан, временный поверенный в делах Апостольской нунциатуры Новой Зеландии и островов Тихого океана. На его хиротонии присутствовали епископы и священники епархии, а также делегация из 200 человек из Новой Каледонии, включая президента Филиппа Жермена. Затем он был принят лавелуа с традиционной церемонией кавы и пиршеством на мале во дворце Сагато Соане.
Затем 25 марта епископ провел мессу благодарения в своем месте рождения Ваитупу. Он является вторым уоллисийцем, занимающим эту должность. Он также второй человек, родившийся в Хихифо, занявший эту должность после Лорана Фуахеа.